# Difficilina cerebratuli
Difficilina cerebratuli is een soort in de taxonomische indeling van de Myzozoa, een stam van microscopische parasitaire dieren. Het organisme komt uit het geslacht Difficilina en behoort tot de familie Lecudinidae. Difficilina cerebratuli werd in 2009 ontdekt door Simdyanov.